# Jasmina Mukaetova
Jasmina Mukaetova (kyrillisch Јасмина Мукаетова; * 3. Dezember 1981 in Kavadarci, SFR Jugoslawien) ist eine nordmazedonische Pop- und Turbo-Folk-Sängerin.

## Leben
Die Sängerin, die insbesondere auf dem Westbalkan (z. B. in Serbien) und vor der mazedonischen Diaspora (z. B. in Schweden, Deutschland, den Niederlanden, Australien und Nordamerika) auftritt, hat bisher zwei Alben veröffentlicht. Nach Ansicht des serbischen Zeitschrift Svet fördert sie einen „neuen Patriotismus“ in der mazedonischen Diaspora in Australien.

## Diskografie
Alben
- Ne sum bezgrešna (Не сум безгрешна) (2006)

Kooperationen
- Ni bog nema pravo (Ни бог нема право) (Duett mit Betovenova, Mister)